# 2017年8月29日北韓導彈試驗
2017年8月29日北韓導彈試驗是北韓在平壤时间2017年8月29日早上5时27分至28分（UTC+8:30），于平壤顺安国际机场进行的弹道导弹试射，这枚火星12导弹于日本时间（UTC+9）6时6分左右经过日本第二大岛北海道上空，6时14分左右越过日本列岛、分离成三部分并落入太平洋。这是朝鲜的导弹第一次飞过日本领土，一般來說，飛行器在未經通知下無故穿躍他國上空將被指嚴重挑釁外國主權，這樣的行為引發日本乃至國際震驚。
导弹升空后4分钟（6时2分），导弹轨道附近区域的日本民众手机上收到蜂鸣警报，警报声吵醒了一些睡梦中的人。日本內閣總理大臣安倍晋三表态称，“这种发射导弹飞越日本上空的鲁莽行为是前所未有的重大威胁。”然而日本自卫队并没有试图将导弹击落。
韩国军方的情报显示本次试射的导弹飞行了2,700（1,700英里），最大飞行高度为550（340英里）。

## 应对与影响

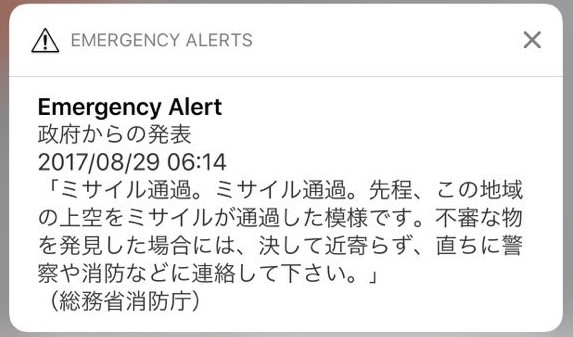
导弹越过日本上空后总务省消防廳发送的J-Alert警报：“导弹通过。导弹通过。刚刚似乎有导弹飞过该地区上空。若发现不明物体，请一定不要靠近，并立即联系警察和消防等部门。”

此次是朝鲜第五次发射火箭类物体飞越日本列岛，惟朝鲜声称前四次发射属航天性质，目的是将卫星送入轨道，此外，該國在前幾次的航太發射中，也有先依國際航太慣例的規矩，申請了宇航航班發射窗口，並向經過國家進行通知。此次則是無預警的發射導彈。
| 顺次 | 日期           | 型号      | 飞越地区       | 事前通告 | 朝鲜声称的性质 | 卫星名    |
| ---- | -------------- | --------- | -------------- | -------- | -------------- | --------- |
| 1    | 1998年8月31日  | 大浦洞1号 | 秋田县         | 无       | 卫星发射       | 光明星1号 |
| 2    | 2009年4月5日   | 银河2号   | 秋田县、岩手县 | 有       | 卫星发射       | 光明星2号 |
| 3    | 2012年12月12日 | 银河3号   | 冲绳县         | 有       | 卫星发射       | 光明星3号 |
| 4    | 2016年2月7日   | 银河系列  | 冲绳县         | 有       | 卫星发射       | 光明星4号 |
| 5    | 2017年8月29日  | 火星12    | 北海道         | 无       | 导弹发射       | 不适用    |

5时58分，日本政府通过全国瞬时警报系统（J-Alert）通告朝鲜西岸有导弹发射，要求北海道、青森县、岩手县、宫城县、秋田县、山形县、福岛县、茨城县、栃木县、群马县、新潟县、长野县共1道11县的民众采取避难措施。
该国紧急信息网络系统（Em-Net）的资料显示，据推测，导弹之后分离成3部分，6时12分左右在北海道襟裳岬以东1180km处落入海中。
此次试射导致JR北海道、札幌市交通局和JR东日本等公司经营的多条铁路线路（包括筑波快线全线、群马县内所有JR线路等）暂停运营，直到导弹落水、确认情况安全后才于6时19分左右陆续恢复。

## 国际反应
- 联合国 - 安理会紧急磋商，谴责朝鲜导弹试验的主席声明获全会一致通过[22]。
- - 外交部长朱莉·毕晓普谴责称，向他国上空发射导弹具有威胁性质，是危险且挑衅的行为[23]。
- 中华人民共和国 - 外交部发言人华春莹谴责试射违反联合国安理会决议，主张问题的解决之道不是制裁，而是对话[23]。
- 法國 - 总统埃马纽埃尔·马克龙谴责朝鲜再次进行不负责任的行为[23]。
- 英国 - 首相特雷莎·梅批评试射违法，且是鲁莽的挑衅行为[23]。
- 德国 - 外交部长西格玛尔·加布里尔谴责试射违反联合国安理会决议，威胁附近国家的和平与安全[23]。
- 日本 - 内阁总理大臣安倍晋三谴责导弹试射是深刻且重大的威胁，严重损害地区和平与安全[24]。
- - 外交部强烈谴责朝鲜的再度挑衅，联合参谋本部发表声明，谴责试射公然违反安理会决议，是对和平与稳定构成威胁的严重挑衅行为[23]。
- 俄羅斯 - 外交部长谢尔盖·维克托罗维奇·拉夫罗夫间接谴责朝鲜行为，称俄罗斯支持所有联合国安理会决议，朝鲜也应予以遵守。副部长谢尔盖·里亚布科夫（英语：Sergei Ryabkov）谴责美韩联合军事演习，称试射是由演习引起[23]。
- 美国 - 总统唐纳德·特朗普通过白宫发表声明，称试射是对邻国和所有联合国成员国的侮辱行为，所有选项都已摆在桌上[25]。根据国防部的声明，此次发射不对美国构成威胁[24]。